# Dolicholagus longirostris
Dolicholagus longirostris är en fiskart som först beskrevs av Maul, 1948.  Dolicholagus longirostris ingår i släktet Dolicholagus och familjen Bathylagidae. Inga underarter finns listade i Catalogue of Life.